# Jorge Carpio Nicolle
Pour les articles homonymes, voir Carpio.
Jorge Carpio (24 octobre 1932, 3 juillet 1993) est un important éditeur de journaux et un politicien guatémaltèque.

## Patron de presse
Jorge Carpio a fondé, dirigé et publié El Gráfico, l'un des plus importants quotidiens guatémaltèques à une époque. Il a également fondé La Tarde, El Deportivo, La Razón et d'autres journaux.

## Carrière politique
Jorge Carpio a également été l'ambassadeur du Guatemala auprès des Nations unies, où il a fait partie de la commission des droits de l'homme en 1966.
Jorge Carpio a fondé le parti Unión del Centro Nacional (Union du Centre National, ou UCN) en 1984.
Il a participé en tant que candidat de ce parti aux élections présidentielles de 1985 et de 1990. Il n'a pas été élu président de la république, mais a été second lors des deux élections.

## Assassinat
Jorge Carpio a été assassiné le 3 juillet 1993, en même temps que trois autres dirigeant politiques de l'UCN, dans la municipalité de Chichicastenango, dans le département du Quiché. Les témoins survivants ont rapporté que les meurtres ont eu lieu après que le groupe ait été intercepté par les membres d'une « patrouille de défense civile guatémaltèque », un type d'unité paramilitaire sous le contrôle de l'armée. D'après sa veuve, Marta Arrivillaga de Carpio, qui était avec Jorge Carpio et les autres pendant l'attaque, le mini-van du parti a été arrêté par un groupe d'hommes armés portant des masques de ski. Les assaillants ont dit « Vous êtes Jorge Carpio » et lui ont ensuite tiré dessus à trois reprises. Les autres victimes de l'attaque étaient Juan Vicente Villacorta, Alejandro Ávila Guzmán et Rigoberto Rivas González.
Peu après l'assassinat de Jorge Carpio, son cousin immédiat Ramiro de León Carpio a été nommé président après la tentative ratée d'auto-coup d'état de Jorge Serrano Elías.

## Source
- (en) Cet article est partiellement ou en totalité issu de l’article de Wikipédia en anglais intitulé « Jorge Carpio Nicolle » (voir la liste des auteurs).